# Faulhorn
De Faulhorn is een berg met een hoogte van 2680,7 meter in de Berner Alpen, iets ten noorden van het bekende skioord Grindelwald. De berg bestaat uit losse steensoorten als mergel en leisteen. De eerste gedocumenteerde beklimming, beschreven in het Magazin für die Naturheilkunde Helvetiens, werd in 1783 ondernomen door de priester Friedrich Kuhn. In 1830 werd op de top van de berg het tegenwoordig nog bestaande hotel gebouwd door Samuel Blatter.
De bergtop biedt een groots panorama met in het noorden het meer van Thun en het meer van Brienz, in het westen de Jura en in het zuiden de toppen van de Berner Alpen, waaronder de Wetterhorn, Schreckhorn, Eiger, Mönch en Jungfrau.
In de zomer is de berg gemakkelijk te bereiken via wandelroutes vanuit Iseltwald, Grindelwald en Brienz. In de winter is er een wandelweg geopend vanuit First, dat met een skilift bereikt kan worden.

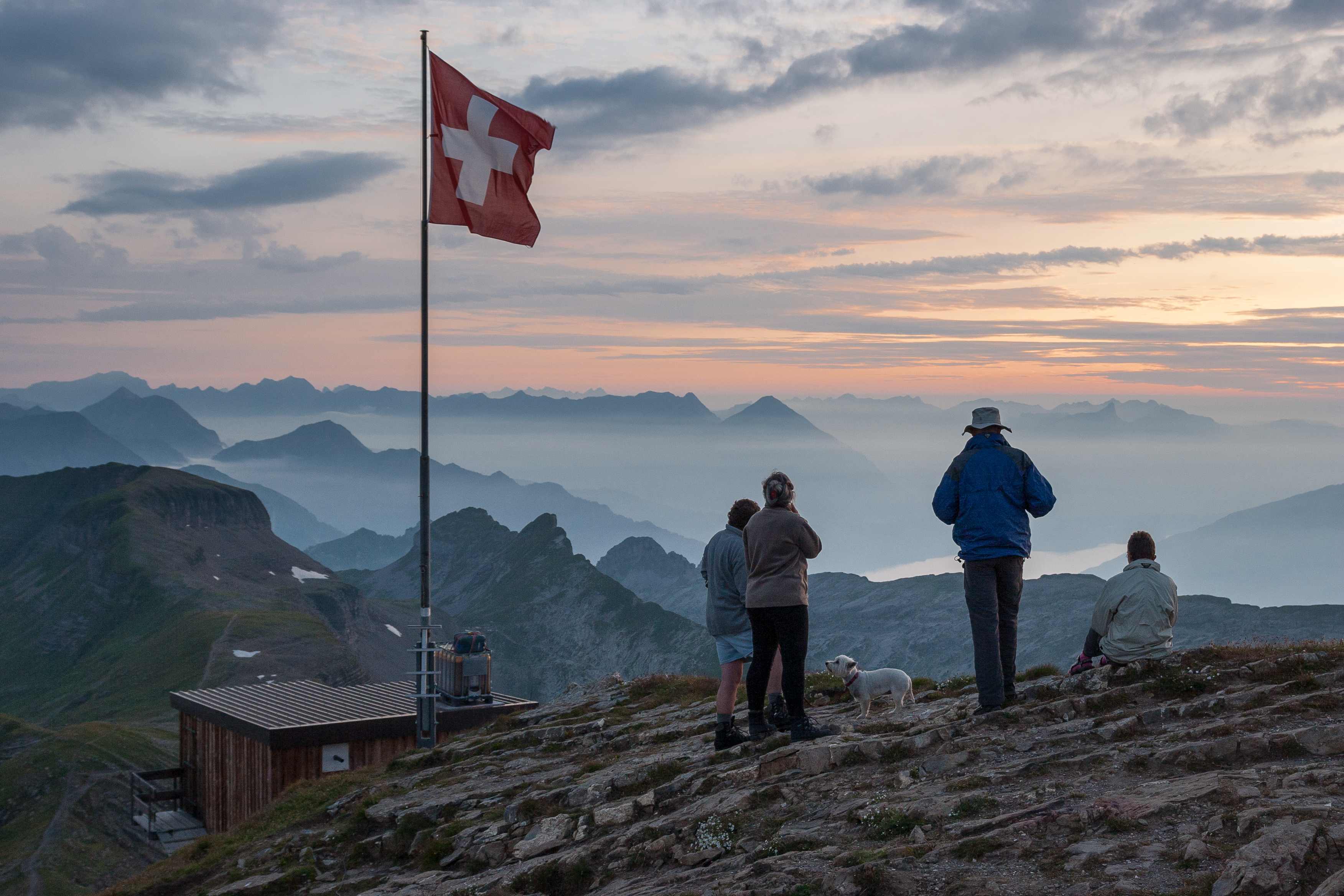
Avond up de Faulhorn